# فرودگاه باندیرما
فرودگاه باندیرما (به انگلیسی: Bandırma Airport) یک فرودگاه نظامی و همگانی با کد یاتا BDM است که یک باند فرود آسفالت دارد و طول باند آن ۳۰۰۷ متر است. این فرودگاه در کشور ترکیه قرار دارد و در ارتفاع ۵۲ متری از سطح دریا واقع شده است.